# Saint-Gobain Sekurit
Saint-Gobain Sekurit ist ein Tochterunternehmen der Compagnie de Saint-Gobain. Der Hauptsitz des Unternehmens befindet sich in Paris. In Europa ist Saint-Gobain Sekurit nach Eigendarstellung Marktführer und weltweit zweitgrößter Hersteller für funktionale Automobilverglasung.
Die Aktivitäten des Unternehmens umfassen Erstausrüster der Automobilindustrie, Ersatzteilmarkt für Automobilverglasung und Nutzfahrzeugglas. Der Ersatzteilmarkt wird durch den Geschäftsbereich Autover, der Nutzfahrzeugmarkt durch den Geschäftsbereich Transport Division vertreten.
Saint-Gobain Sekurit betreibt sieben Entwicklungszentren mit 2200 Forschern in Deutschland, Frankreich (drei), USA, China und Indien. Zu den Innovationen der Fahrzeugverglasung, die von Saint-Gobain Sekurit entwickelt wurden, gehört die CoolCoat-Windschutzscheibe: ein beschichtetes Glas mit Wärmeschutzfunktion.

## Entwicklungen
Am 21. September 1929 erfolgte eine Patentanmeldung von SG in Frankreich für Sekurit-Sicherheitsglas. Im gleichen Jahr wurde vorgespanntes Glas im Sekurit-Verfahren (Einscheiben-Sicherheitsglas, ESG) gemäß den Anforderungen der Automobilindustrie hergestellt. Seit den 1930er Jahren erfolgte die Entwicklung von Sekurit-Sicherheitsglas für Kraftfahrzeuge. Ab dem Jahr 1933 begann die Produktion von ESG bei Saint-Gobain in Herzogenrath mit einer Lizenz zur Fabrikation von ESG in Deutschland.
Am 24. Mai 1933 begann die Herstellung von gehärtetem Glas. Der Markenname wurde im Jahr 1933 durch die Glaswerke Herzogenrath bei Aachen als erstes Einscheiben-Sicherheitsglas der Welt vorgestellt. Im Jahr 1936 wurde eine erste konvexe und vorgespannte Verglasung entwickelt. Das Unternehmen übernahm 1952 den VSG-Hersteller Kinon. 1961 übernahm das Unternehmen Südglas Klumpp & Arretz, die ebenfalls VSG produzierten. Seit 1972 erfolgte die Herstellung von VSG für Kraftfahrzeuge im Werk Stolberg. Im Jahr 1975 brachte die Tochtergesellschaft VEGLA Tennavit Autoscheiben, in die die Radioantenne integriert ist, auf den Markt. 1977 wurde VEGLA Germania übernommen. Saint-Gobain Sekurit Deutschland GmbH wurde 1994 aus VEGLA ausgegliedert. Bis zur Schließung im Jahr 2007 war vor allem das Werk Maltitz ein Vorreiter in der Produktion von Sekurit-Glas.

## Produkte
- ClimaCoat-Scheibe: Heizung im Winter und Hitzeschutz im Sommer
- CoolCoat-Scheibe: Windschutzscheibentechnologie mit Hitzeschutz
- Schichtbeheizbares Glas: beheizbare Scheibe durch eine unsichtbare Metallbeschichtung
- Drahtbeheizbares Glas: beheizbare Scheibe durch fast unsichtbare Drähte
- Wasserabweisendes Glas: wasserabweisende Glasoberfläche durch eine spezielle Polymerbeschichtung
- Laminiertes Verbundsicherheitsglas: zwei Glasscheiben, die durch eine Kunststoffzwischenschicht miteinander verbunden sind (erhöht die Sicherheit bei Unfällen und verringert die Einbruchgefahr)
- Wärmereflektierendes Glas: Durch eine Silberoxid-Beschichtung wird die direkt einfallende Sonnenenergie reflektiert und die Aufheizung des Innenraums reduziert.
- Stark getöntes Glas, auch Privacy-Verglasung genannt: geringere Aufheizung des Innenraums und größere Privatsphäre
- Verglasung für Head-up-Displays (HUD): durch das Pressbiegeverfahren Process2 der Windschutzscheibe wird es Autoherstellern ermöglicht, HUD-Systeme zu entwickeln
- Akustik-Glas: verringert den Straßen- und Verkehrslärm sowie Wind- und Motorgeräusche
- Dünnglas: dünner als herkömmliches Glas und führt deswegen zu Gewichtsreduzierungen
- Komplexe Formen: Panoramadächer, Panorama-Windschutzscheiben
- Polycarbonatverglasung und Hochglanzblenden für die Automobilindustrie: Gewichtseinsparungen; gefertigt durch die Sekurit-Tochtergesellschaft Freeglass
- Integrierte Antennen: unterstützt die Kommunikationssysteme im Auto, erhöht die Empfangsqualität
- Modulare Verglasung: Nach dem Laminieren oder Tempern kann das Glas mit einem Kunststoffrahmen komplementiert werden (drei Umrahmungsarten: Umspritzung, Extrusion und Vormontage)